# Живородящие новозеландские гекконы
Живородящие новозеландские гекконы (лат. Hoplodactylus) — род ящериц семейства Diplodactylidae подотряда гекконообразных. Эндемики Новой Зеландии.

## Описание
У гекконов данного рода, в отличие от других гекконов, наблюдается яйцеживорождение, а не откладывание яиц. Также они не обладают приспособленными для лазанья хвостами.
Окраска преимущественно однообразная, коричневая, серая, у лесных видов встречается и зелёная. Ведут преимущественно древесный образ жизни.

## Виды
Выделяют 2 вида:
- Hoplodactylus duvaucelii (Duméril & Bibron, 1836)
- Hoplodactylus tohu Scarsbrook, Walton, Rawlence & Hitchmough, 2023

Многие виды, ранее рассматриваемые в составе этого рода, были выделены в отдельные рода, такие как Gigarcanum, Toropuku, Tukutuku, Mokopirirakau.